# Charaxes stevensoni
Charaxes stevensoni är en fjärilsart som beskrevs av Van Someren 1963. Charaxes stevensoni ingår i släktet Charaxes och familjen praktfjärilar. Inga underarter finns listade i Catalogue of Life.